# Ali Sariati
Ali Sariati (1933-1977) iráni származású szociológus és társadalomfilozófus volt. Az iráni forradalom egyik fő ideológusának tekintik. 1977-ben  Mohammad Reza Pahlavi sah titkosszolgálata gyilkolta meg az angliai Southamptonban.